# Asociația Mondială a Organizațiilor de Kickboxing
Asociația Mondială a Organizațiilor de Kickboxing (W.A.K.O sau WAKO) este o organizație internațională de kickboxing. Organul de conducere al kickboxului amator certificat de WAKO este creat pentru a dezvolta sprijin și a guverna la nivel de amatori Pe lângă organizarea de evenimente de campionat mondial, WAKO sancționează campionii kickboxului. WAKO este singura organizație la nivel mondial recunoscută de GAISF (Asociația Globală a Federațiilor Sportive) și CIO (Comitetul Olimpic Internațional). România este membră prin Federația Română de Arte Marțiale de Contact.